# Guerras dos Três Reinos

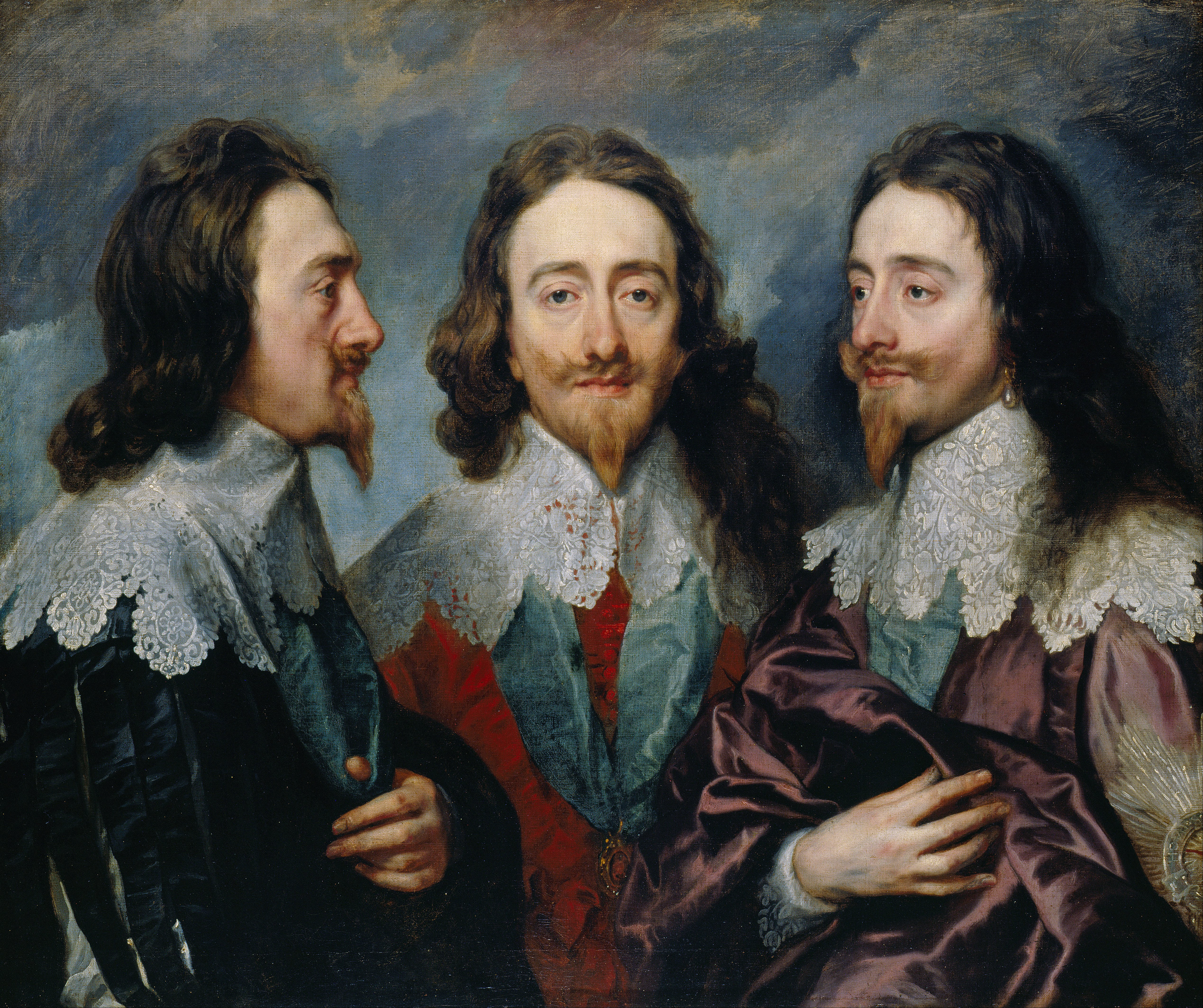
Charles I

As Guerras dos Três Reinos, às vezes conhecidas como as Guerras Civis Britânicas, foram uma série de conflitos entrelaçados travados entre 1639 e 1653 nos reinos da Inglaterra, Escócia e Irlanda, então entidades separadas unidas em uma união pessoal sob Carlos I. Eles incluem as Guerras Episcopais de 1639 a 1640, a Primeira e a Segunda Guerras Civis Inglesas, as Guerras dos Confederados Irlandeses, a conquista Cromwelliana da Irlanda e a guerra Anglo-Escocesa (1650–1652). Resultaram na vitória do exército parlamentar, na execução de Carlos I, na abolição da monarquia e na fundação da Comunidade da Inglaterra, um estado unitário que controlava as Ilhas Britânicas até a Restauração Stuart em 1660.
O conflito político e religioso entre Carlos I e seus oponentes datava dos primeiros anos de seu reinado. Embora a grande maioria apoiasse a instituição da monarquia, eles discordavam sobre quem detinha a autoridade final. Os monarquistas (ou 'cavaleiros') geralmente argumentavam que os corpos políticos e religiosos eram subordinados ao rei, enquanto a maioria de seus oponentes parlamentares (ou 'cabeças redondas') apoiava uma forma limitada de monarquia constitucional e se opunha ao governo pessoal imposto por Carlos. Isso foi agravado por diferenças sobre religião e liberdade religiosa. Protestantes reformados, como os puritanos ingleses e os Covenanters escoceses, se opuseram as mudanças que Carlos tentou impor às igrejas estaduais protestantes da Inglaterra e da Escócia. Na Irlanda, a única de maioria católica, os confederados irlandeses queriam o fim da discriminação anticatólica, maior autogoverno e a reversão das concessões de terras aos colonos protestantes.
Os conflitos começaram com as Guerras Episcopais de 1639–1640, quando os Covenanters escoceses que se opunham às reformas religiosas de Carlos ganharam o controle da Escócia e ocuparam brevemente o norte da Inglaterra. Os católicos irlandeses lançaram uma rebelião em 1641, que evoluiu para um conflito étnico com os colonos protestantes. A Confederação Católica Irlandesa foi formada para controlar a rebelião e, na guerra que se seguiu, ocupou a maior parte da Irlanda contra os monarquistas, parlamentares e Covenanters. Embora todos os três concordassem com a necessidade de reprimir a rebelião, nenhum deles confiava nos outros dois o controle de um exército criado para isso. Em agosto de 1642, o fracasso em romper o impasse político resultante desencadeou a Primeira Guerra Civil Inglesa, que colocou monarquistas contra parlamentares e seus aliados Covenanter na Inglaterra e no País de Gales.
A guerra na Inglaterra terminou quando Carlos se rendeu aos escoceses em 1646, mas as divisões entre seus oponentes e sua recusa em fazer concessões políticas significativas causaram um novo surto de luta em 1648. Na Segunda Guerra Civil Inglesa, os parlamentares novamente derrotaram os monarquistas e um A facção Covenanter chamada de Engagers. O Exército Parlamentar do Novo Modelo expurgou então o parlamento da Inglaterra daqueles que queriam continuar as negociações com o rei. O Rump Parliament resultante aprovou sua execução em janeiro de 1649 e fundou a república republicana Commonwealth of England. No Tratado de Breda, os escoceses concordaram em restaurar Carlos II ao trono inglês, mas foram derrotados na guerra anglo-escocesa de 1650–1652. Sob Oliver Cromwell, a Commonwealth conquistou a Irlanda e a maioria das terras católicas irlandesas foram tomadas. As Ilhas Britânicas tornaram-se uma república unida governada por Cromwell e dominada pelo exército. Houve revoltas esporádicas até que a monarquia foi restaurada em 1660.